# فزح
فزح منطقة جبلية تقع في ولاية لوى بسلطنة عمان وتبعد عن مركز الولاية ب 14كم. وهي كثيرة المياه والوديان ويوجد بها
قلعة تسمى قلعة فزح.